# Josef Linsmeier
Josef Linsmeier (* 17. September 1944 in Haar (bei München); † 13. Juni 2024) war ein deutscher Politiker (CSU). Er war von 1980 bis 1990 Mitglied des Deutschen Bundestages.

## Leben
Nach der Mittleren Reife absolvierte Linsmeier von 1962 bis 1965 eine Ausbildung zum Regierungsinspektor. Es folgte eine zweijährige Tätigkeit im gehobenen Verwaltungsdienst, während derer er das Abitur auf dem zweiten Bildungsweg erwarb. Im Anschluss studierte er Rechtswissenschaft an den Universitäten in München und Bonn. Von 1968 bis 1970 war er politischer Bildungsreferent beim Bund der Deutschen Katholischen Jugend in Bayern und von 1970 bis 1974 als Assistent für den Bundestagsabgeordneten Albert Probst tätig. Er legte seine juristischen Staatsexamina 1974 und 1979 ab, wurde als Rechtsanwalt zugelassen und war in der Zeit des Vorbereitungsdienstes Verlagsleiter eines juristischen Fachverlags. Später war er Vorstandsmitglied der Recycloplast AG in Neukolbing.
Linsmeier trat 1967 in die Junge Union und 1968 in die CDU ein. Er war ab 1972 Mitglied des Gemeinderates und von 1978 bis 1980 Zweiter Bürgermeister der Gemeinde Haar. Des Weiteren war er Mitglied des Kreistages im Landkreis München. Bei den Bundestagswahlen 1980, 1983 und 1987 wurde er im Wahlkreis 208 (München-Land) direkt in den Deutschen Bundestag gewählt, dem er bis 1990 angehörte.